# Dysdera jaegeri
Espèce
Dysdera jaegeri est une espèce d'araignées aranéomorphes de la famille des Dysderidae.

## Distribution
Cette espèce se rencontre en Syrie et Turquie.

## Description
La carapace du mâle holotype mesure 3,13 mm de long sur 2,32 mm et l'abdomen 3,87 mm.
Les mâles mesurent de 6,90 à 7,20 mm.

## Systématique et taxinomie
Cette espèce a été décrite par Bellvert et Dimitrov en 2024.

## Étymologie
Cette espèce est nommée en l'honneur de Peter Jäger.

## Publication originale
- Bellvert, Dimitrov, Zamani & Arnedo, 2024 : « Integrating museum collections and molecules reveals genus-level synonymy and new species in red devil spiders (Araneae, Dysderidae) from the Middle East and Central Asia. » European Journal of Taxonomy, vol. 921, p. 201-235 (texte intégral).